# Compoziție chimică
În chimie compoziția chimică specifică identitatea, aranjamentul și raportul dintre elementele chimice care formează un compus prin intermediul legăturilor chimice și atomice.
Formulele chimice pot fi utilizate pentru a descrie cantitățile relative de elemente prezente într-un compus. De exemplu, formula chimică pentru apă este H2O: aceasta înseamnă că fiecare moleculă de apă este constituită din 2 atomi de hidrogen (H) și 1 atom de oxigen (O). Compoziția chimică a apei poate fi interpretată ca un raport de 2:1 dintre atomii de hidrogen și atomii de oxigen. Diferite tipuri de formule chimice sunt utilizate pentru a transmite informații despre compoziție, cum ar fi formulele empirice sau formulele moleculare.
Nomenclatura poate fi folosită pentru a exprima nu numai elementele prezente într-un compus, ci și aranjamentul lor în molecule ale compusului. În acest fel, compușii vor avea nume unice care pot descrie compoziția lor elementară.
În termodinamica tehnică compoziția chimică se referă la amestecuri, în special la amestecurile de gaze.

## Amestec compozit
Compoziția chimică a unui amestec poate fi definită ca distribuția substanțelor individuale care constituie amestecul, numite componente. Cu alte cuvinte, este echivalent cu cuantificarea concentrației fiecărei componente. Deoarece există moduri diferite de a defini concentrația unui component, există și moduri diferite de a defini compoziția unui amestec. Poate fi exprimat ca fracție molară, fracție volumică, fracție masică, molalitate, concentrație molară, concentrație normală sau raport de amestec.
Compoziția chimică a unui amestec poate fi reprezentată grafic în grafice precum diagramele ternare și cuaternare.

### În termodinamica tehnică
Starea termodinamică a unui sistem format dintr-un amestec de substanțe depinde de diferiți parametri de stare, ale căror valori depind, la rândul lor, de compoziția chimică a sistemului. Datorită acestui fapt, compoziția chimică este considerată un parametru de stare.
Pentru amestecuri de gaze presiunea se calculează din Legea lui Dalton, folosind fracția volumică a componentelor:
{\displaystyle p=\Sigma _{i}{p_{i}}=\Sigma _{i}{\frac {V_{i}}{V}}}
unde {\displaystyle p_{i}} este presiunea parțială a componentei i,
{\displaystyle V_{i}} este volumul componentei i în amestec,
{\displaystyle V} este volumul amestecului.
Toate mărimile de stare masice se calculează folosind fracția masică a componentelor. Relația pentru proprietatea termodinamică masică {\displaystyle \phi } este:
{\displaystyle \phi =\Sigma _{i}{\frac {m_{i}}{m}}\phi _{i}}
unde {\displaystyle \phi _{i}} este proprietatea masică a componentei i,
{\displaystyle m_{i}} este masa componentei i în amestec,
{\displaystyle m} este masa amestecului.